# Zuidelijke kruidenmot
De zuidelijke kruidenmot (Udea fulvalis) is een vlinder uit de familie van de grasmotten (Crambidae), uit de onderfamilie van de Spilomelinae. De wetenschappelijke naam van deze soort is voor het eerst voorgesteld als Pyralis fulvalis door Jacob Hübner in een publicatie uit 1809. De spanwijdte van de vlinder bedraagt tussen de 24 en 29 millimeter. 

## Levenswijze
Udea fulvalis heeft stinkende ballote, kornoelje, koekoeksbloem, kattenkruid en veldsalie als waardplanten. De soort overwintert als rups.

## Verspreiding
De soort komt voor in vrijwel geheel Europa (behalve Noorwegen, IJsland, Ierland en Portugal), in grote delen van Azië (Siberië en van Turkije oostwaarts tot in India) en in Marokko en Algerije.

### Voorkomen in Nederland en België
Udea fulvalis is in België een zeldzame trekvlinder. In Nederland wordt de vlinder sinds 2010 af en toe waargenomen in Maastricht en rond Haarlem.
- Kaarten met waarnemingen:

- België
- Nederland
- wereldwijd